# Classic Var 2025
La Classic Var 2025 est la 2e édition de cette course cycliste sur route masculine. Elle a lieu le vendredi 21 février 2025 entre Le Luc et Fayence (département du Var), dans le sud de la France, et fait partie du calendrier UCI Europe Tour 2025 en catégorie 1.1. 

## Présentation
L'épreuve est créée en 2024 par la scission du Tour des Alpes-Maritimes et du Var en deux épreuves, la Classic Var disputée le vendredi et le Tour des Alpes-Maritimes couru le samedi et le dimanche suivants sur deux étapes au lieu de trois précédemment.

### Parcours
Les coureurs partent du circuit automobile du Luc puis empruntent un parcours tracé sur les routes du Moyen et du Haut Pays varois. Cet itinéraire exigeant et vallonné se termine après un parcours de 163,2 kilomètres par le mythique mur de Fayence avec son kilomètre d'ascension à 11.2% de moyenne et un passage à 20%.

### Équipes
| WorldTeams (8)- Arkéa-B&B Hotels - Cofidis - Decathlon AG2R La Mondiale Team - Groupama-FDJ - Bahrain-Victorious - EF Education-EasyPost - Intermarché-Wanty - XDS Astana Team ProTeams (4)- Team TotalEnergies - Unibet Tietema Rockets - Lotto - Israel-Premier Tech Équipes continentales (4)- CIC U Nantes - Nice Métropole Côte d'Azur - Saint Michel-Preference Home-Auber 93 - Van Rysel-Roubaix |
| |

## Déroulement de la course

### Classement
| \| Classement général \| Classement général \| Classement général \| Classement général \| Classement général \| \| Coureur \| Coureur \| Pays \| Équipe \| Temps \| \| ------------------ \| ------------------------- \| ------------------ \| -------------------------- \| ------------------ \| \| 1er \| Christian Scaroni \| Italie \| XDS Astana Team \| 3 h 53 min 32 s \| \| 2e \| Paul Lapeira \| France \| Decathlon-AG2R La Mondiale \| + 0 s \| \| 3e \| Victor Lafay \| France \| Decathlon-AG2R La Mondiale \| + 0 s \| \| 4e \| Kévin Vauquelin \| France \| Arkéa-B&B Hotels \| + 0 s \| \| 5e \| Santiago Buitrago \| Colombie \| Bahrain Victorious \| + 0 s \| \| 6e \| Louis Barré \| France \| Intermarché-Wanty \| + 7 s \| \| 7e \| Lenny Martinez \| France \| Bahrain Victorious \| + 8 s \| \| 8e \| Quentin Pacher \| France \| Groupama-FDJ \| + 8 s \| \| 9e \| Mathieu Burgaudeau \| France \| Team TotalEnergies \| + 10 s \| \| 10e \| Guillaume Martin-Guyonnet \| France \| Groupama-FDJ \| + 10 s \| |                           |          |                            |                 |
| |                           |          |                            |                 |
| Source : ProCyclingStats |                           |          |                            |                 |
| Classement général |                           |          |                            |                 |
| Coureur | Coureur                   | Pays     | Équipe                     | Temps           |
| 1er | Christian Scaroni         | Italie   | XDS Astana Team            | 3 h 53 min 32 s |
| 2e | Paul Lapeira              | France   | Decathlon-AG2R La Mondiale | + 0 s           |
| 3e | Victor Lafay              | France   | Decathlon-AG2R La Mondiale | + 0 s           |
| 4e | Kévin Vauquelin           | France   | Arkéa-B&B Hotels           | + 0 s           |
| 5e | Santiago Buitrago         | Colombie | Bahrain Victorious         | + 0 s           |
| 6e | Louis Barré               | France   | Intermarché-Wanty          | + 7 s           |
| 7e | Lenny Martinez            | France   | Bahrain Victorious         | + 8 s           |
| 8e | Quentin Pacher            | France   | Groupama-FDJ               | + 8 s           |
| 9e | Mathieu Burgaudeau        | France   | Team TotalEnergies         | + 10 s          |
| 10e | Guillaume Martin-Guyonnet | France   | Groupama-FDJ               | + 10 s          |

### Classement UCI
La course attribue des points aux coureurs pour le Classement mondial UCI 2025 selon le barème suivant :
| Position           | 1er | 2e | 3e | 4e | 5e | 6e | 7e | 8e | 9e | 10e | 11e | 12e | 13e à 15e | 16e à 25e |
| Classement général | 125 | 85 | 70 | 60 | 50 | 40 | 35 | 30 | 25 | 20  | 15  | 10  | 5         | 3         |

## Liste des participants
| Légende | Légende                                                                    | Légende | Légende                                                    |
| ------- | -------------------------------------------------------------------------- | ------- | ---------------------------------------------------------- |
| Num     | Dossard de départ porté par le coureur sur la Classic Var                  | Pos     | Position à l'arrivée de la course                          |
|         | Indique un maillot de champion national ou mondial, suivi de sa spécialité | NP      | Indique un coureur qui n'a pas pris le départ de la course |
| AB      | Indique un coureur qui n'a pas terminé la course                           | HD      | Indique un coureur qui a terminé la course hors des délais |
| DSQ     | Indique un coureur qui a été disqualifié de la course                      |         |                                                            |